# 花果寺
花果寺，位于中国广东省揭阳市揭西县棉湖镇，为揭西县的一个县级文物保护单位，类型为古建筑，公布时间为1990年。
花果寺的历史年代为明代。